# Xã Douglas, Quận McLean, Bắc Dakota
Xã Douglas (tiếng Anh: Douglas Township) là một xã thuộc quận McLean, tiểu bang Bắc Dakota, Hoa Kỳ. Năm 2010, dân số của xã này là 35 người.